# Arrazola
La anteiglesia de Arrazola es desde 1962 un barrio del municipio vizcaíno de Achondo, en el País Vasco (España), y forma parte de la comarca del Duranguesado.

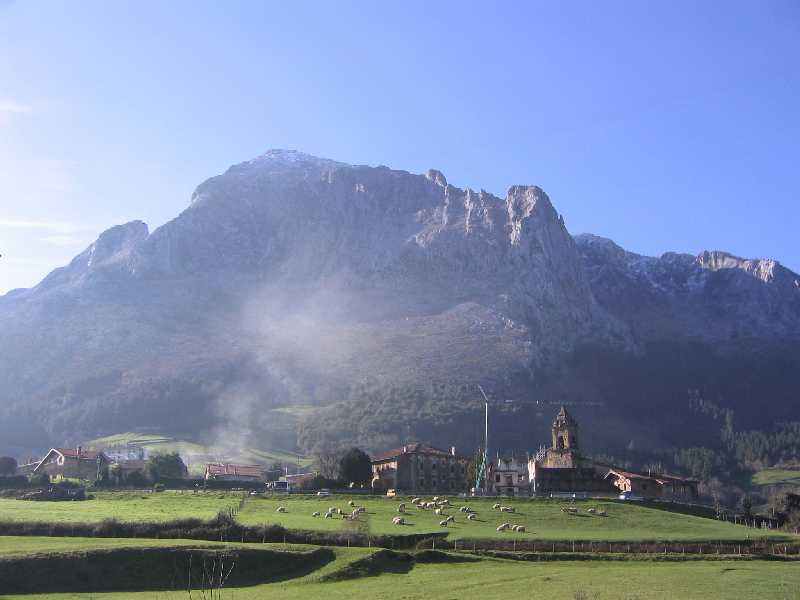
Vista general del barrio de Arrazola.

Hasta la fecha de su fusión con las otras anteiglesias que conformaron Achondo, Axpe Marzana y Apatamonasterio, era un municipio independiente y en tiempos de la Merindad de Durango formaba parte de la Juntas con voz y voto.

## Ubicación
Situado justo debajo del monte Amboto, de 1331 m de altitud, forma un pequeño y bonito núcleo rural. Esta ubicación, justo debajo de la mole de las peñas del Duranguesado, le da unas características paisajísticas sobresalientes.
En sus inmediaciones hubo hasta principios del siglo XX minas de hierro y cobre; para su explotación se construyó un ferrocarril minero que fue desmantelado en los años 1960 y convertido en paseo peatonal en la década de 1990. Hay varios molinos hidráulicos bien conservados, así como ejemplares de arquitectura tradicional vasca muy interesantes, destacando el caserío considerado más antiguo de Vizcaya.

## Historia
Como todas las anteiglesias, su origen se hunde en los de la Tierra Llana de Vizcaya; por ello no hay datos de su fundación, pero los restos prehistóricos encontrados en las cuevas de las cercanías atestiguan que estas tierras han venido siendo pobladas desde la más remota antigüedad.
Durante la guerra de Bandos también perteneció a los oñacinos. La influencia del Señor de Marzana se hacía sentir en todo el valle. Como miembro de la Merindad de Durango, contaba con asiento y voto número 8 en sus Juntas, y estaba regida por un fiel.
De una de sus casa solariegas, de la de Urízar, fue hijo Esteban de Urízar, Capitán General de los ejércitos y gobernador del Perú durante el reinado de Felipe V.
En 1510 se constituyó la parroquia de San Miguel en lo que había sido una ermita por consentimiento de Juan Sáez y Sancho Martínez, a quienes los Reyes Católicos habían dado el privilegio de patronos perpetuos de la misma.

## Geografía humana

### Demografía
| Gráfica de evolución demográfica de Arrazola entre 1842 y 1960 |
| |
| Población de derecho según los censos de población del INE Población de hecho según los censos de población del INEEntre el censo de 1970 y el anterior, este municipio desaparece porque se agrupa en el municipio 48091 (Valle de Achondo) |

### Transporte
A principios del siglo XX se volvieron a abrir las minas y se construyó un ferrocarril para el transporte del mineral. La explotación de las minas en el siglo XX trajo a la localidad gente de muy variada procedencia y condición. La actividad minera se redujo en los años 20, pero algunas minas, La Profunda, La Caprichosa, Violeta y La Preciosa, permanecieron activas hasta mediados de esa centuria.
El ferrocarril minero se inauguró el 1 de febrero de 1904 y se cerró en 1950. La línea de vía estrecha recorría el valle desde Apatamonasterio, donde enlazaba con la ramal de Durango - Elorrio, hasta Arrazola, a pie de la zona minera, al lugar denominado "El tope". Este ferrocarril transportó mineral hasta 1925, y desde entonces hasta su cierre se usó para el transporte de madera y viajeros.

### Economía
La economía de esta anteiglesia se ha basado en la agricultura y la ganadería, ya que en su valle, rodeado de las más altas montañas de la comarca, se abren terrenos llanos propicios para el pasto y la siembra. Ha destacado su producción de hierbas medicinales. Es destacable la actividad minera. Desde 1739 a 1751 se explotaron minas de cobre y de jaspe.